# Гібольдегаузен
Гібольдегаузен (нім. Gieboldehausen) — сільська громада в Німеччині, розташована в землі Нижня Саксонія. Входить до складу району Геттінген. Центр об'єднання громад Гібольдегаузен.
Площа — 19,86 км2. Населення становить 3965 ос. (станом на 31 грудня 2021).

## Галерея

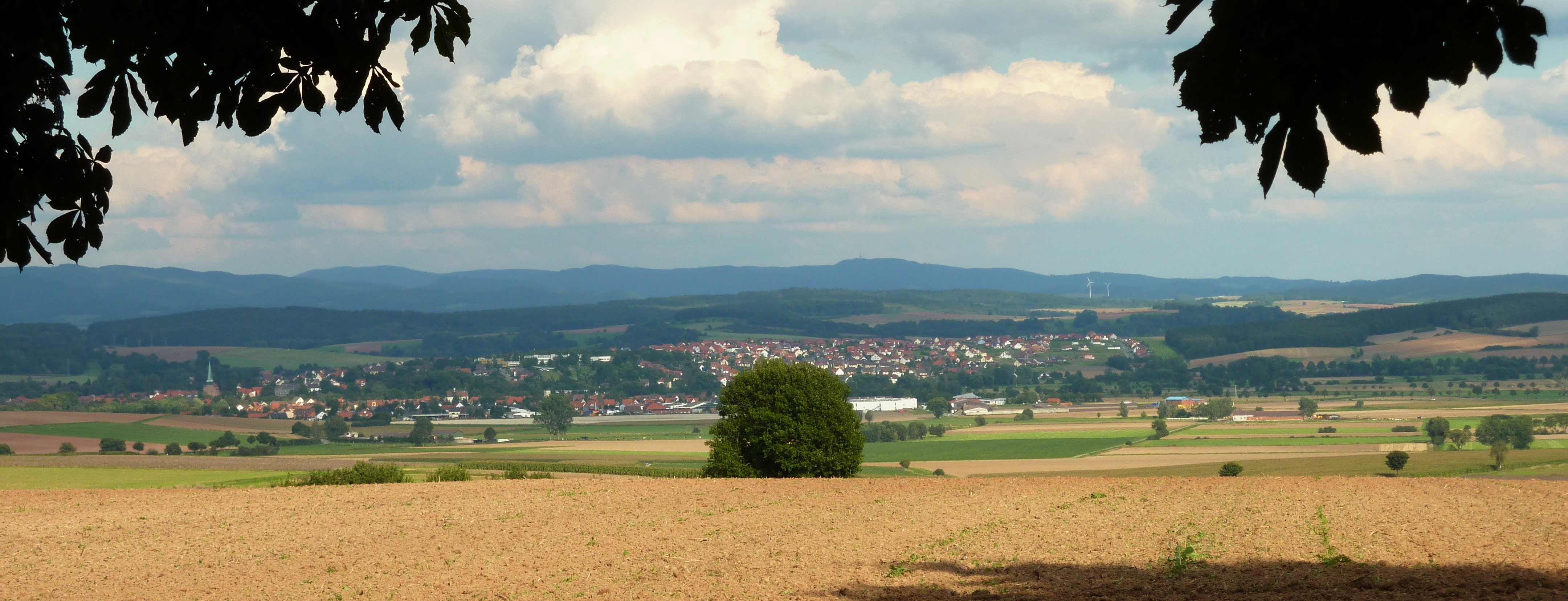
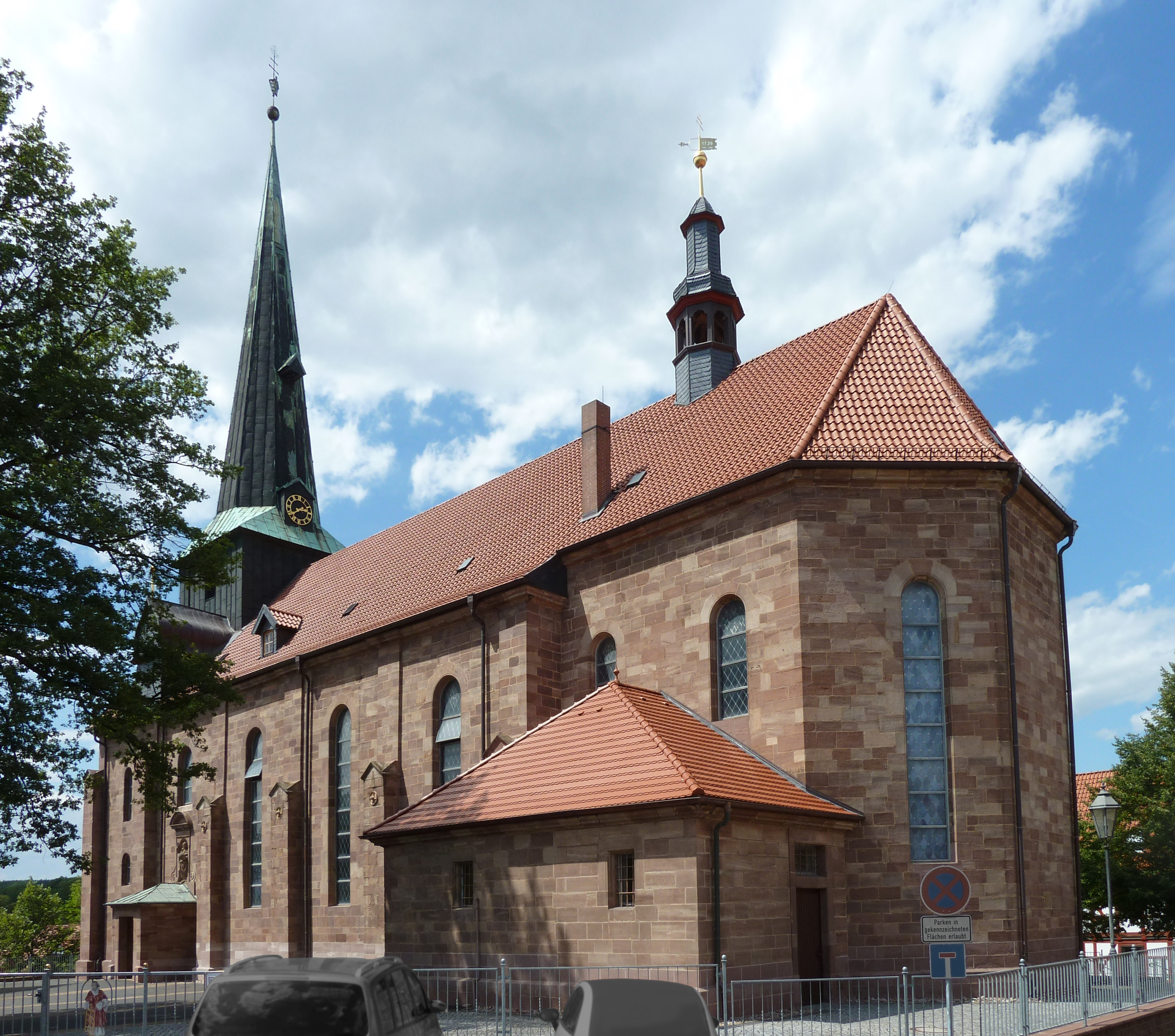
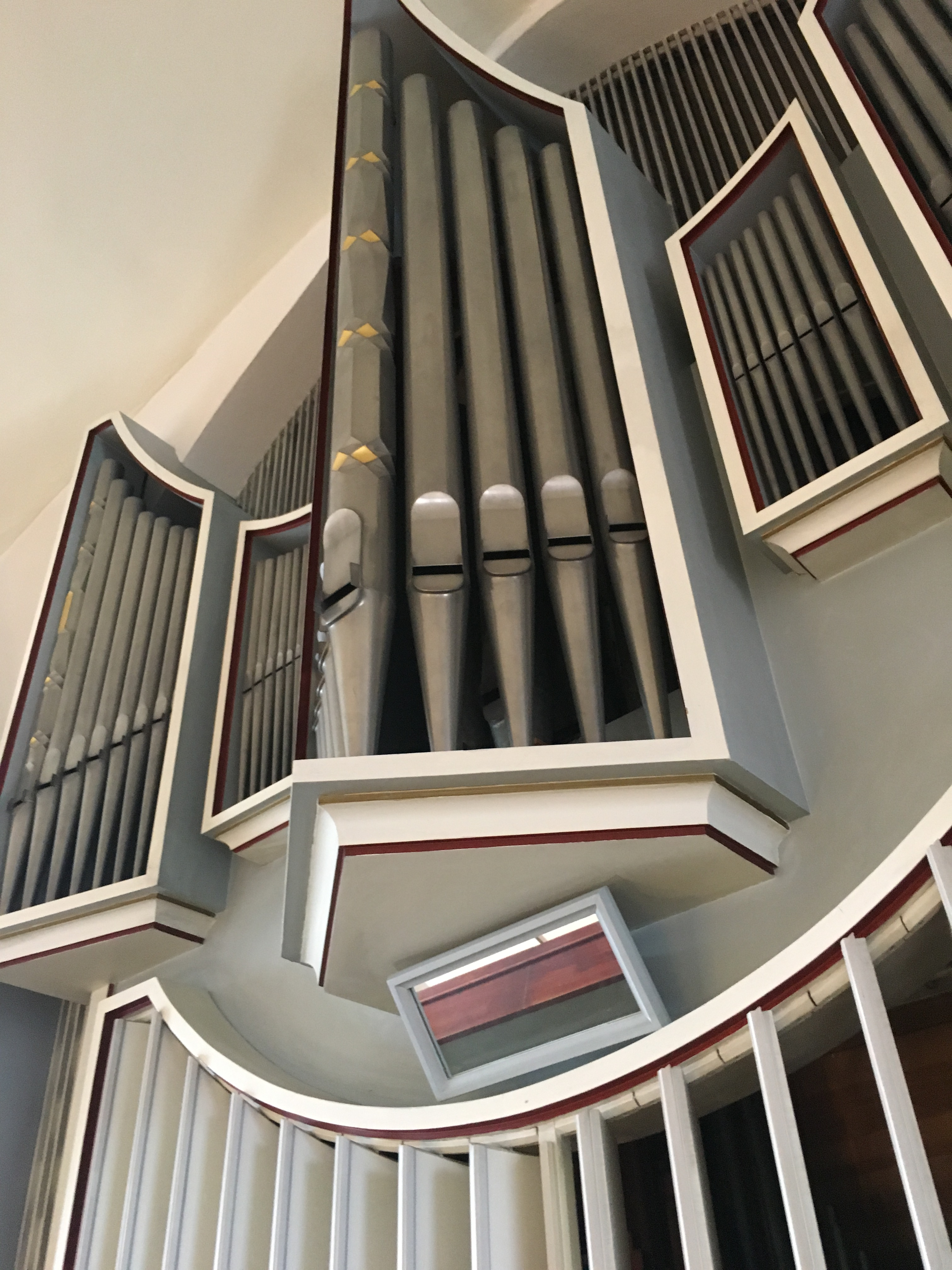
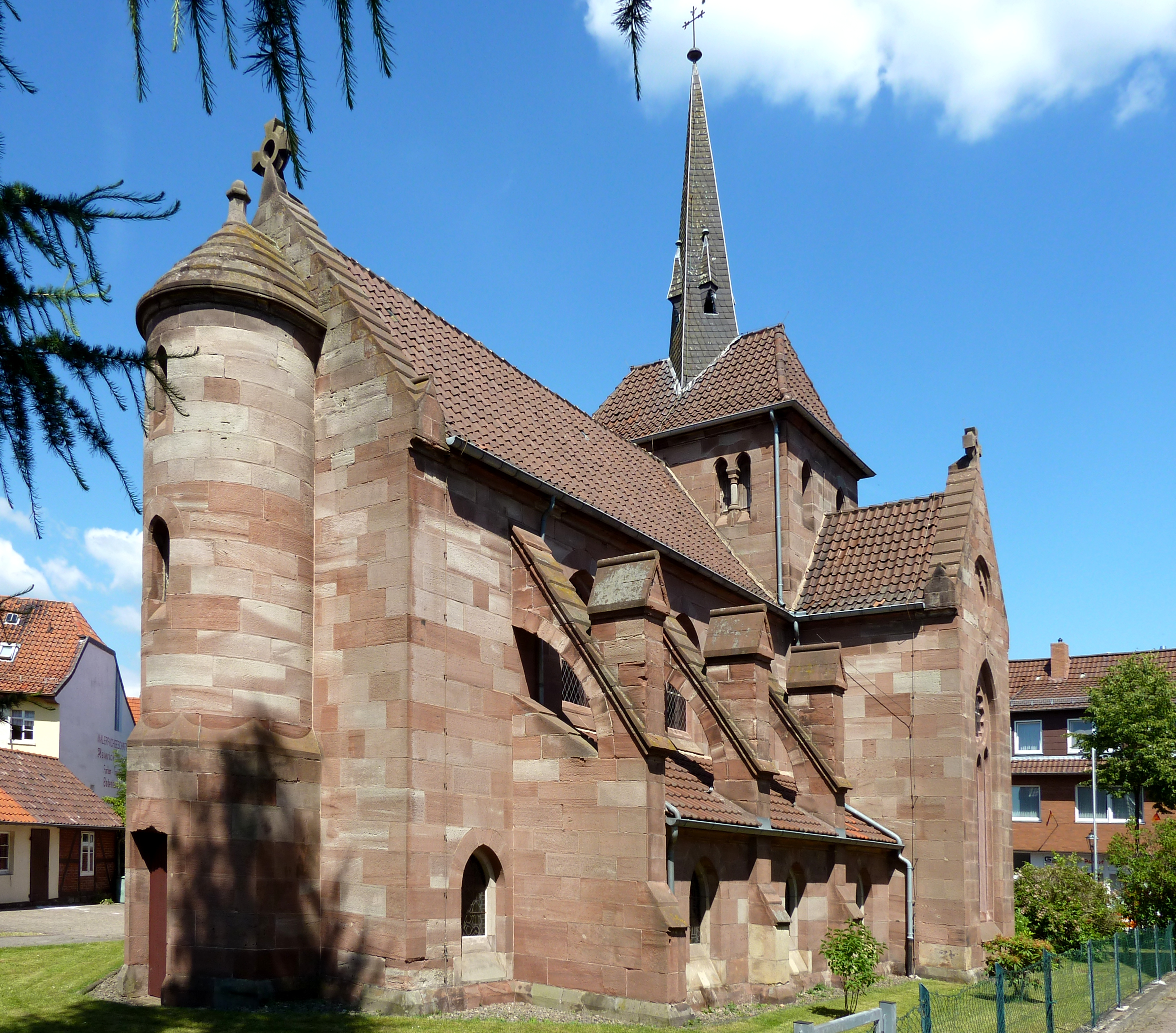
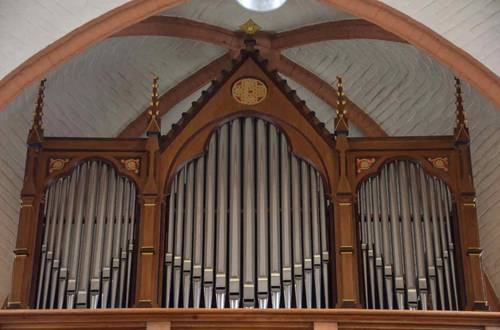
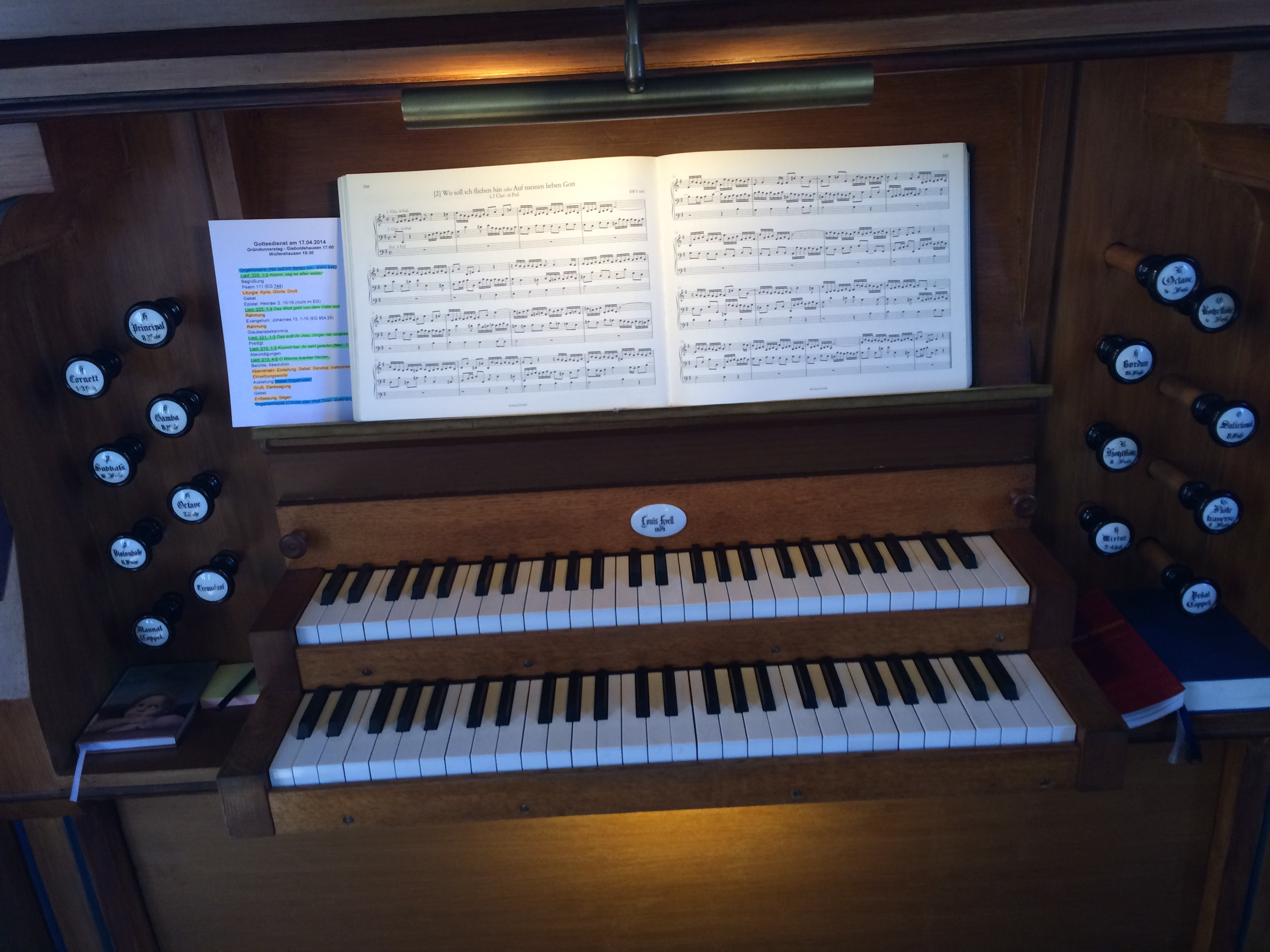